# Novoandriivka, Bilokurakîne
Novoandriivka (în ucraineană Новоандріївка) este un sat în comuna Tîmoșîne din raionul Bilokurakîne, regiunea Luhansk, Ucraina.

## Demografie
Componența lingvistică a localității Novoandriivka
     Ucraineană (90,24%)
     Rusă (9,76%)
Conform recensământului din 2001, majoritatea populației localității Novoandriivka era vorbitoare de ucraineană (90,24%), existând în minoritate și vorbitori de rusă (9,76%).